# Кафана

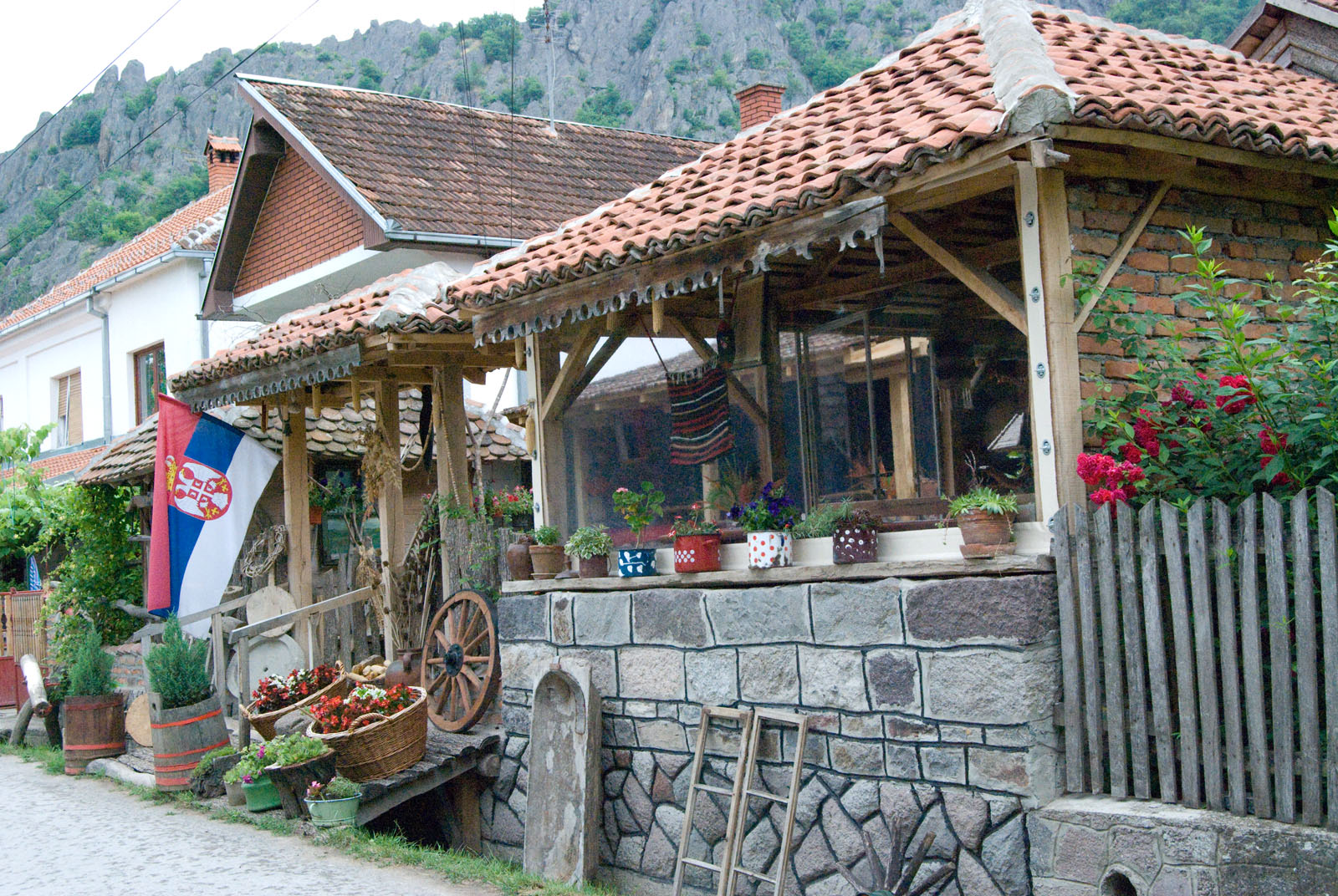
Деревенская кафана, Борач, Шумадийский округ, Сербия.

Кафана (серб. кафана; босн. kahvana; макед. кафеана; хорв. kavana) — термины, используемые в большинстве бывших югославских стран для определения типа местных бистро, в которых в первую очередь подают алкогольные напитки и кофе, а также лёгкие закуски и другие продукты питания. В большинстве кафан присутствует живая музыка.
Понятие социального места сбора для мужчин для распития алкогольных напитков и кофе возникло в Османской империи и распространилось в Юго-Восточной Европе во время османского владычества, в дальнейшем превратилось в современные кафаны.

## Этимология
Это определенный тип создания известен под несколькими слегка различными именами в зависимости от страны и языка:
- Сербский: кафана / kafana;
- Македонский: кафеана;
- Болгарский: кафене;
- Хорватский: kavana;
- Боснийский: kahvana, kafana;
- Албанский: kafene или kafehane;
- Греческий: καφενείο (кафенио);
- Румынский: cafenea.

Само слово, независимо от региональных различий, является производным от турецкого kahvehane («кафе»), которое, в свою очередь, происходит от персидского термина qahveh-khaneh (соединение арабского qahve (кофе) и персидского khane (дом).

## История

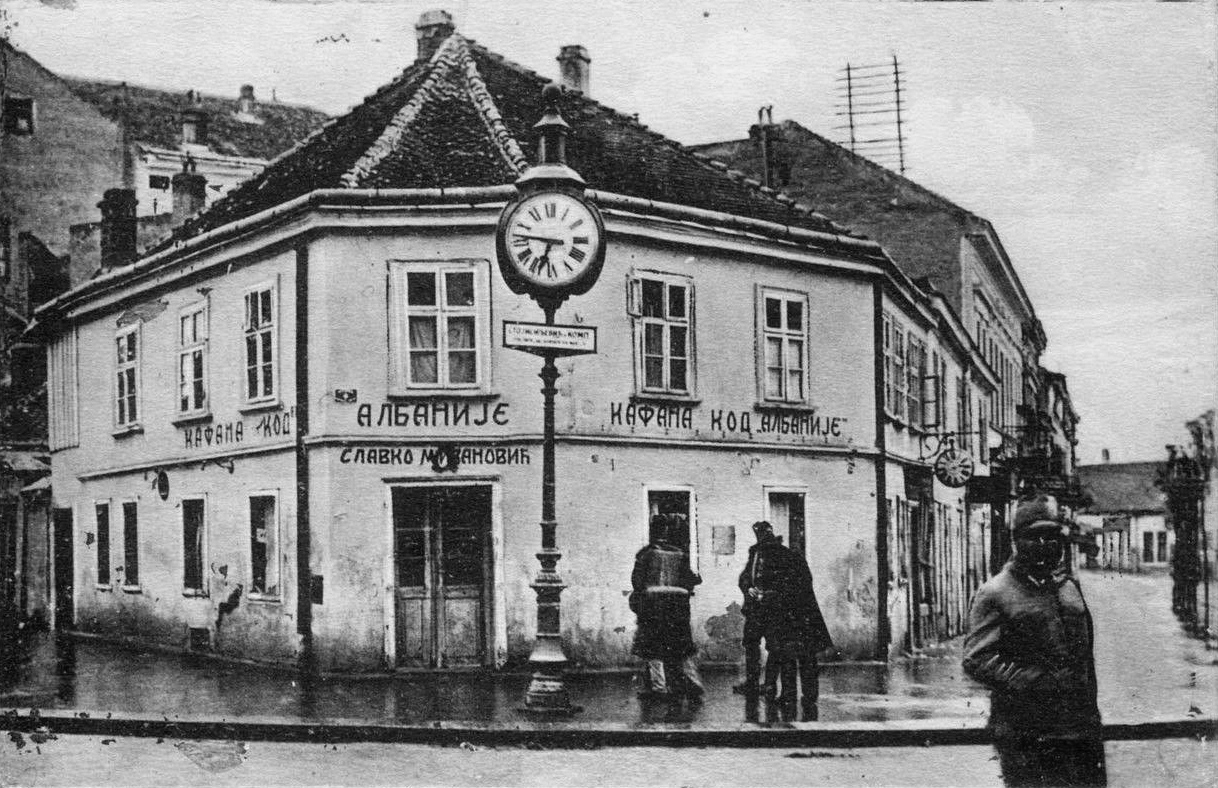
Кафана около дворца Албания, Белград, 1910-е годы.

В конце XVIII — начале XIX века кафаны были семейным бизнесом, ремесло передавалось из поколения в поколение.
С развитием балканских городов и ростом населения кафаны также изменили концепцию. В некоторых начали подавать еду и пользоваться другими средствами для завлечения потенциальных клиентов, так как владельцы теперь должны были конкурировать с другими подобными заведениями города. В большинстве больших городов на тот период существовали так называемые городские кафаны, расположенные на или вокруг главной площади. Клиентами таких кафан были наиболее богатые и значимые люди города. Цены в такой кафане были, как правило, выше по сравнению с другими аналогичными заведениями по городу, которые не имели столь удачного местоположения.
Концепция живой музыки была введена в начале XX века. Музыкальный репертуар носил локальный характер, исполнялась только народная музыка, которая была популярна в конкретном регионе.
После Второй мировой войны кафаны распространились по всему Балканскому полуострову и за его пределами. Некоторые из них продолжали поддерживать высокий уровень обслуживания, в то время как другие начали обслуживать прибывшее сельское население, которое в основном нашло работу на заводах и на стройках, в таких кафанах сервис был значительно хуже.
Это период, когда кафана начинает ассоциироваться с заведением для низших классов общества. В 1980-х термин "кафана" стал почти оскорбительным, и большинство владельцев избегали ассоциации своего заведения с кафаной, предпочитая западные термины, такие как: ресторан, кафе, бистро, кафе-бар.

## Стереотипы
Кафана ассоциируется с местом, где несчастная любовь лечится алкоголем и музыкой, игроки просаживают целые состояния, мужья убегают от жен, теневики, коррумпированные местные политики и мелкие преступники делают бизнес. Как и во многих других обществах, посещение кафан считается в основном мужским занятием.

## Кафаны по странам

### Босния и Герцеговина
В чистом виде кафану можно встретить в Боснии, где еда не подаётся, концепция заведения остается близкой к оригинальной, подаётся лишь кофе по-турецки и алкоголь.
В боснийских городах с численным мусульманским населением, можно до сих пор встретить некоторые старые кафаны, которые не сильно отличаются от существовавших во времена османского ига в Боснии. Сейчас их, в основном, посещают местные старейшины, а также случайные туристы, и их количество постоянно уменьшается.

### Сербия

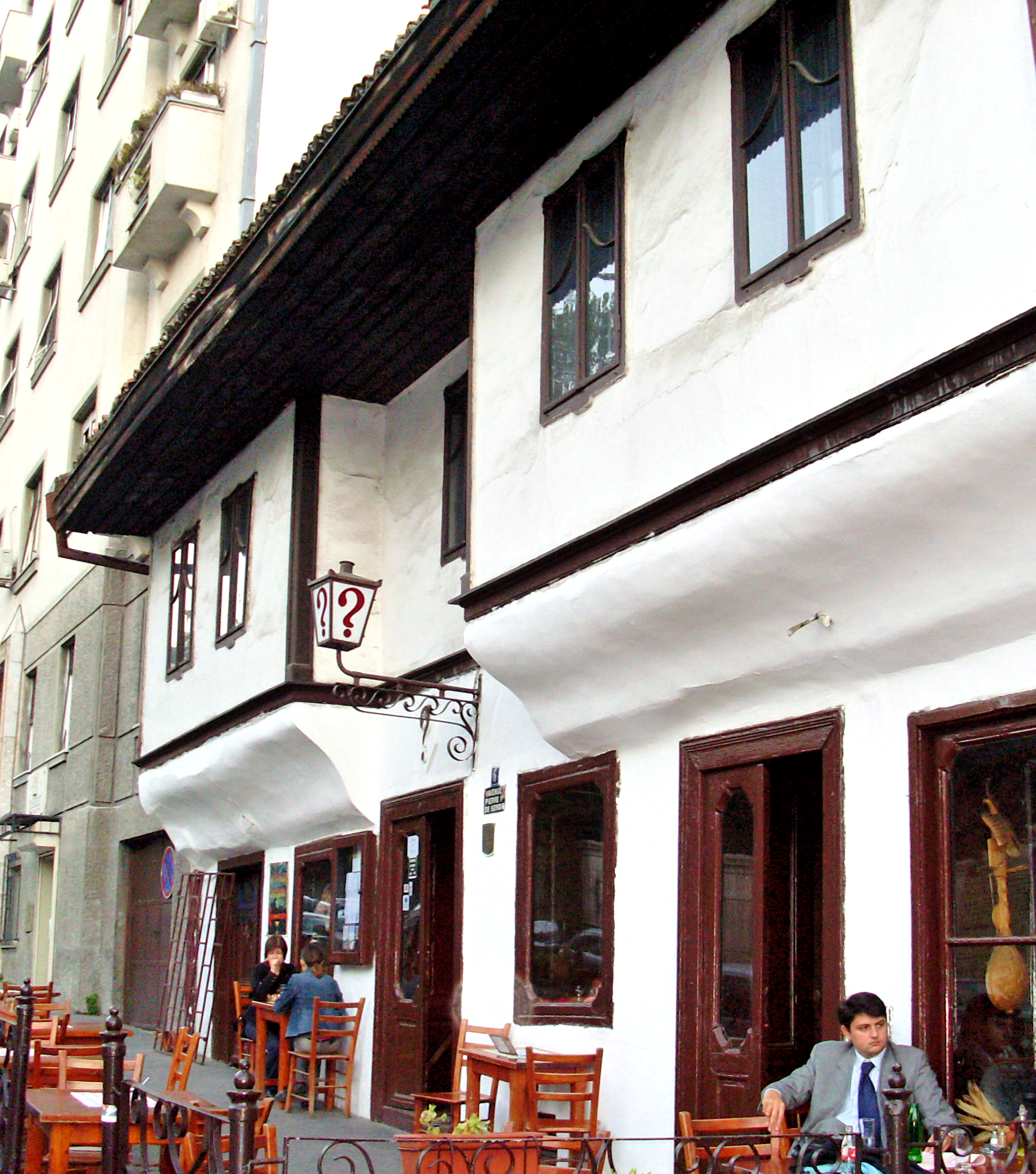
Знаменитая кафана «?» в центре Белграда

В Белграде функционируют многие заведения, оборудованные большой кухней и имеющие сложные меню, которые официально называются ресторанами, но большинство жителей относятся к ним как к кафанам.
По некоторым данным, первая кафана в Белграде была открыта после 1738 года, когда турки отбили нападение австрийцев. Её название было «Чёрный Орёл», и в кафане подавали лишь турецкий черный кофе и кальян.
Еду в сербских кафанах начали подавать в XIX веке, меню состояло, в основном, из простых закусок, например чевапчичи. Меню расширялось с ростом туристической привлекательности Белграда.
После Второй Мировой Войны стала расти популярность таких кафан как, «Шуматовац», «Под липой», и «Грмеч» на Македонской улице (сленговое название «Бермудский треугольник»; название это возникло по причине того, что журналисты расположенных по-соседству Белградского радио и редакции газеты "Политика" часто выбегали в эти кафаны "на перекур" и нередко "пропадали" там).
Начиная примерно с 1970-х годов, с притоком западной культуры, большинство молодых сербов начали ассоциировать термин кафана с чем-то архаичным, поэтому владельцы заведений стали избегать этого термина.
Тенденция отказа от термина кафана продолжилось в 1990-х и начале 2000-х годов. С джентрификацией центральной части Белграда, новые заведения, в основном, в основном пытались отойти от традиционализма. Хорошими примерами этого могут служить многочисленные новые рестораны в центре Белграда — ни одно из этих мест не называется кафана.

### Хорватия
В Хорватии кафаны отличаются в континентальной Хорватии и на побережьи Далмации. Kafić — это общий термин, охватывающий все заведения, где подают кофе и алкогольные напитки, а kavana — это заведение в стиле бистро, описанные в этой статье.

## Кафана в искусстве
Существует песня Константина Ундрова «Вышеградская ночь», где по сюжету бойцы в Сербии поминают павших на всех войнах в старой кафане.